# Обон
Обон (фр. Eaubonne) град је у Француској у региону Ил де Франс, у департману Долина Оазе.
По подацима из 2010. године број становника у месту је био 24.062.

## Демографија
| 1962.  | 1968.  | 1975.  | 1982.  | 1990.  | 2011.  |
| ------ | ------ | ------ | ------ | ------ | ------ |
| 14 607 | 22 278 | 23 668 | 22 227 | 22 153 | 24.300 |

## Партнерски градови
- Валенији де Мунте
- Matlock
- Буденхајм
- Изола дела Скала